# Zlaté maliny za rok 2018
Zlaté maliny za rok 2018 je filmové ocenění k uctění toho nejhoršího, co filmový průmysl v roce 2018 nabídl. Ceny byly uděleny na základě hlasů členů nadace Golden Raspberry Foundation. Nominace byly odhaleny 21. ledna 2019. Nejvíce sošek si domů odnesl film Holmes and Watson, celkem 4.

## Vítězové a nominovaní
| Kategorie                                                                     | Nominace |
| ----------------------------------------------------------------------------- | --- |
| Nejhorší film                                                                 | Holmes and Watson (Columbia) |
| Nejhorší film                                                                 | Gotti (Vertical Entertainment) |
| Nejhorší film                                                                 | Hele Muppete, kdo tady vraždí? (STX) |
| Nejhorší film                                                                 | Robin Hood (Summit) |
| Nejhorší film                                                                 | Winchester: Sídlo démonů (Lionsgate) |
| Nejhorší herec                                                                | Donald Trump za film Death of a Nation a Fahrenheit 11/9 v roli sám sebe                                                                |
| Nejhorší herec                                                                | Johnny Depp za Sherlock Koumes v roli Sherlocka Koumese (za jeho hlas)                                                                  |
| Nejhorší herec                                                                | Will Ferrell za Holmes and Watson v roli Sherlocka Holmese                                                                              |
| Nejhorší herec                                                                | John Travolta za Gotti v roli Johna Gottiho                                                                                             |
| Nejhorší herec                                                                | Bruce Willis za Přání smrti v roli Paula Kerseyho                                                                                       |
| Nejhorší herečka                                                              | Melissa McCarthy za film Hele Muppete, kdo tady vraždí? v roli detektiva Connie Edwards a za film Life of the Party v roli Deanny Miles |
| Nejhorší herečka                                                              | Jennifer Garnerová za film Peppermint: Anděl pomsty v roli Riley North                                                                  |
| Nejhorší herečka                                                              | Amber Heardová za film London Fields v roli Nicoly Six                                                                                  |
| Nejhorší herečka                                                              | Helen Mirren za film Winchester: Sídlo démonů v roli Sarah Winchester                                                                   |
| Nejhorší herečka                                                              | Amanda Seyfriedová za film The Clapper v roli Judy                                                                                      |
| Nejhorší herec ve vedlejší roli                                               | John C. Reilly za film Holmes and Watson v roli Dr. Johna Watsona                                                                       |
| Nejhorší herec ve vedlejší roli                                               | Chris „Ludacris“ Bridges za film Show Dogs v roli Maxe (za svůj hlas)                                                                   |
| Nejhorší herec ve vedlejší roli                                               | Jamie Foxx za film Robin Hood v roli Malého Johna                                                                                       |
| Nejhorší herec ve vedlejší roli                                               | Joel McHale za film Hele Muppete, kdo tady vraždí? v roli speciálního agenta Campbella                                                  |
| Nejhorší herec ve vedlejší roli                                               | Justice Smith za film Jurský svět: Zánik říše v roli Franklin Webb                                                                      |
| Nejhorší herečka ve vedlejší roli                                             | Kellyanne Conway za film Fahrenheit 11/9 jako ona sama                                                                                  |
| Nejhorší herečka ve vedlejší roli                                             | Marcia Gay Harden za film Padesát odstínů svobody v roli Grace Trevelyan Grey                                                           |
| Nejhorší herečka ve vedlejší roli                                             | Kelly Prestonová za film Gotti v roli Victoria Gotti                                                                                    |
| Nejhorší herečka ve vedlejší roli                                             | Jaz Sinclair za film Slender Men v roli Chloe                                                                                           |
| Nejhorší herečka ve vedlejší roli                                             | Melania Trump za film Fahrenheit 11/9 jako ona sama                                                                                     |
| Nejhorší spojení na filmovém plátně                                           | Donald Trump a jeho malichernost ve filmu Fahrenheit 11/9                                                                               |
| Nejhorší spojení na filmovém plátně                                           | Kterákoliv dvojice herců nebo loutek ve filmu Hele Muppete, kdo tady vraždí?                                                            |
| Nejhorší spojení na filmovém plátně                                           | Will Ferrell a John C. Reilly za film Holmes and Watson                                                                                 |
| Nejhorší spojení na filmovém plátně                                           | Johnny Depp a jeho rychle upadající kariéra za film Sherlock Koumes                                                                     |
| Nejhorší spojení na filmovém plátně                                           | Kelly Prestonová a John Travolta za film Gotti                                                                                          |
| Nejhorší prequel, remake, rip-off nebo sequel                                 | Holmes and Watson (Columbia) |
| Nejhorší prequel, remake, rip-off nebo sequel                                 | Death of a Nation (Quality Flix) |
| Nejhorší prequel, remake, rip-off nebo sequel                                 | Přání smrti (Metro-Goldwyn-Mayer) |
| Nejhorší prequel, remake, rip-off nebo sequel                                 | MEG: Monstrum z hlubin (Warner Bros.)                                                                                                   |
| Nejhorší prequel, remake, rip-off nebo sequel                                 | Robin Hood (Summit) |
| Nejhorší režisér                                                              | Etan Cohen za Holmes and Watson |
| Nejhorší režisér                                                              | Kevin Connolly za Gotti |
| Nejhorší režisér                                                              | Brian Henson za film Hele Muppete, kdo tady vraždí?                                                                                     |
| Nejhorší režisér                                                              | James Foley za film Padesát odstínů svobody                                                                                             |
| Nejhorší režisér                                                              | Bratři Spierigové za film Winchester: Sídlo démonů                                                                                      |
| Nejhorší scénář                                                               | Niall Leonard za film Padesát odstínů temnoty                                                                                           |
| Nejhorší scénář                                                               | Dinesh D'Souza a Bruce Schooley za film Death of a Nation                                                                               |
| Nejhorší scénář                                                               | Lem Dobbs a Leo Rossi za film Gotti |
| Nejhorší scénář                                                               | Todd Berger (příběh: Berger a Dee Austin Robertson) za film Hele Muppete, kdo tady vraždí?                                              |
| Nejhorší scénář                                                               | Bratři Spierigové a Tom Vaughan za film Winchester: Sídlo démonů                                                                        |
| Malinová cena vykoupení                                                       | Melissa McCarthy za film Can You Ever Forgive Me?                                                                                       |
| Malinová cena vykoupení                                                       | Peter Farrelly za film Zelená kniha |
| Malinová cena vykoupení                                                       | Tyler Perry za film Vice |
| Malinová cena vykoupení                                                       | Transformers filmová série za film Bumblebee                                                                                            |
| Malinová cena vykoupení                                                       | Sony Pictures Animation za film Spider-Man: Paralelní světy                                                                             |
| Ocenění Barry L. Bumstead (pro film, který stál hodně peněz a přišel o hodně) | Billionaire Boys Club |